# Transsex
Transsex – polski film dokumentalno-oświatowy z 1988 roku w reżyserii Marka Drążewskiego, podejmujący temat dysforii płciowej. Transsex na Krakowskim Festiwalu Filmowym otrzymał nagrodę Brązowego Lajkonika w konkursie polskim.

## Treść
Tematem Transseksu jest obecność w Polsce osób transpłciowych. Esej filmowy Drążewskiego rozpoczyna striptiz wykonywany przez drag queen, co dla autora filmu staje się preludium do wywodu popularnonaukowego na temat transpłciowości, która problematyzuje biologiczne różnice między płciami. Podając historyczne przykłady dysforii płciowej, narrator przechodzi do rozmów ze współczesnymi osobami transpłciowymi, które doświadczają szykan ze strony społeczeństwa z powodu swej odmienności. Pod koniec filmu prezentowane są wyniki sondy ulicznej u schyłku lat 80. w Polsce. Większość osób zapytanych przed kamerą zdradza nieznajomość tematu transpłciowości, deklaruje niechęć bądź pogardę dla osób transpłciowych.

## Produkcja
Reżyserem Transseksu był Marek Drążewski, który podjął się tematu drażliwego jeszcze u schyłku Polskiej Rzeczypospolitej Ludowej, mierząc się również z własnymi uprzedzeniami. Jak wspominał:
W naszym kraju, a właściwie wszędzie w demoludach, w okresie, kiedy robiłem ten film, większość transseksualistów stanowiły kobiety, które chciały zostać mężczyznami. Miałem niesamowite spotkania, wręcz porażające, z ludźmi, którzy chcieli sobie zrobić operację. Ciężko mi było wytrzymać z kamienną twarzą, kiedy gabarytowo chłop jak dąb przedstawia się: Agnieszka. I jest uroczą kobietą. To temat bolesny, nadal aktualny.
Drążewski zrealizował Transsex we współpracy ze Stanisławem Dulką, seksuologiem, który we współpracy z Kazimierzem Imielińskim publikował przedtem pionierskie prace zmierzające do zwalczania uprzedzeń wobec osób transpłciowych. Film wyświetlano w kinach na seansach poprzedzających filmy fabularne.

## Odbiór i znaczenie
Transsex był chwalony w gejowskim magazynie „Filo” za ukazanie różnicy między homoseksualnością a transpłciowością oraz za promowanie tolerancji wobec osób transpłciowych. Opinie z innych czasopism polskich były bardziej stonowane, momentami o tonie kpiarskim. Tomasz Śrutowski z „Dziennika Pojezierza” komentował, że Drążewski „zrobił prawdziwy horror, któremu gwarantuję pełne powodzenie na ekranach”, natomiast Przemysław Ossuchowski z „Gazety Krakowskiej” kwitował Transsex jako „oświatowy bryk” rozpięty między „informacyjno-oświatową publicystyką” a „dokumentalnym felietonem o dramacie nietolerancji”.
Transsex był pierwszym polskim filmem dokumentalnym o osobach transpłciowych i przez wiele lat figurował w Polsce jako jedyny o tej problematyce.

## Nagrody
| Rok  | Festiwal/instytucja        | Nagroda          | Nominowani      | Wynik   |
| ---- | -------------------------- | ---------------- | --------------- | ------- |
| 1988 | Krakowski Festiwal Filmowy | Brązowy Lajkonik | Marek Drążewski | Wygrana |